# アエロポスタル
アエロポスタル（フランス語: Aéropostale）として知られるコンパニー・ジェネラル・アエロポスタル（フランス語: Compagnie générale aéropostale）は、フランスの航空会社の草分け。1918年設立、1932年解散。エールフランスの母体となった会社のひとつ。

## 概要
1918年にピエール＝ジョルジュ・ラテコエールによって「ソシエテ・デ・リーニュ・ラテコエール（Société des lignes Latécoère）」（あるいは「リーニュ・アエリエーヌ・ラテコエール（Lignes Aeriennes Latécoère）」または単に「ラ・リーニュ（la Ligne）」（ライン）として知られる）としてトゥールーズで設立された。ラテコエールは、フランスと、アフリカのフランス植民地ないし南アメリカを結ぶ航空路を構想していた。同社の活動は専門的な、だがいかなる制限も受けない、航空郵便サービスだった。
1921年から1927年にかけて、「ラ・リーニュ」は「CGEA（Compagnie générale d'entreprises aéronautiques）」の名で活動した。1927年4月、所有機に関してトラブルを抱えていたラテコエールは、南アメリカへの長距離フライトによって損害を受け、その事業の93%をブラジルに本拠地を置くフランスのビジネスマン、マルセル・ブイユー＝ラフォンに売却することを決めた。それを基盤としてブイユー＝ラフォンは「アエロポスタル（Aéropostale）」の名でよく知られる「コンパニー・ジェネラル・アエロポスタル（Compagnie générale aéropostale）」を創設した。
1918年12月25日、同社はトゥールーズとスペインのバルセロナ間をその最初のルートとして営業を開始した。1919年2月には路線はカサブランカまで延長された。1925年までにはさらにダカールまで延び、郵便物はそこから南アメリカまで蒸気船で運ばれた。1927年11月にはリオ・デ・ジャネイロ＝ナタール間の定期便の運航が始まった。路線拡大はパラグアイに及んだ。1929年7月には、アンデス山脈を越えてチリのサンティアゴへ行く定期便の運航が始まり、後にはチリ南部のティエラ・デル・フエゴにまで延びた。そしてついに1930年5月12日から13日にかけて、飛行機による南大西洋横断飛行が行われた。イスパノスイザ650馬力エンジンを装備してフロートを装着したラテコエール 28郵便機が、最初の無着陸飛行を行った。アエロポスタルのパイロット、ジャン・メルモーズは、122 kgの郵便物を積んでダカールからナタールまでの3,058 kmを19時間35分で飛んだ。
フランス政府からアエロポスタルへの郵便料金支払いに関する紛争の後、同社は1932年に解散し、いくつかの他の航空会社（エールオリヤン（Air Orient）、ソシエテ・ジェネラル・ド・トランスポール・アエリヤン（Société Générale de Transport Aérien）、エールウニヨン（Air Union）、コンパニー・アンテルナシヨナル・ド・ナヴィガシヨン（Compagnie Internationale de Navigation）など）と合併してエールフランス（Air France）を創設した。

## アエロポスタルの飛行士
第一次世界大戦の後に開拓された航空郵便サービスは、その多くを最も初期の勇敢な飛行士に負っていた。1920年代、あらゆる飛行は危険な冒険であり、命を懸けたものだった。この時代は、自らもアエロポスタルの飛行士であったフランスの作家アントワーヌ・ド・サン＝テグジュペリによっていきいきと叙述された。彼の小説『夜間飛行（Vol de Nuit）』は、南アメリカにおける郵便飛行を描いたものである。
アエロポスタルの飛行士には伝説となった次のような者がいた。
- ジャン・メルモーズ
- アントワーヌ・ド・サン＝テグジュペリ
- アンリ・ギヨメ
- マルセル・レーヌ
- エミール・レクリヴァン
- ピエール・デレイ

## 航空機
使用した航空機（郵便機）は以下のとおり。
- ブレゲー 14 （100機）
- ファルマン F.70 （カサブランカ＝ダカール間およびアルジェ＝ビスクラ間の旅客および郵便輸送）
- ラテコエール 28
- ポテーズ 25

## 映画
- 1995年に、フランスのマルチメディア・テーマパーク、フュテュロスコープは、アエロポスタルのパイロット、アンリ・ギヨメへのオマージュとしてジャン＝ジャック・アノー監督による3D IMAX映画『愛と勇気の翼（les Ailes du Courage）』を製作した。ギヨメにはクレイグ・シェイファーが扮した。

## その他のアエロポスタル
- アエロポスタル・アラス・デ・ベネズエラ（Aeropostal Alas de Venezuela） - ベネズエラの航空会社。通常単にアエロポスタルと呼ばれる。フランスのアエロポスタル社が運航していた路線をベネズエラ政府が引き継いで設立された。